# Kitagava Utamaro

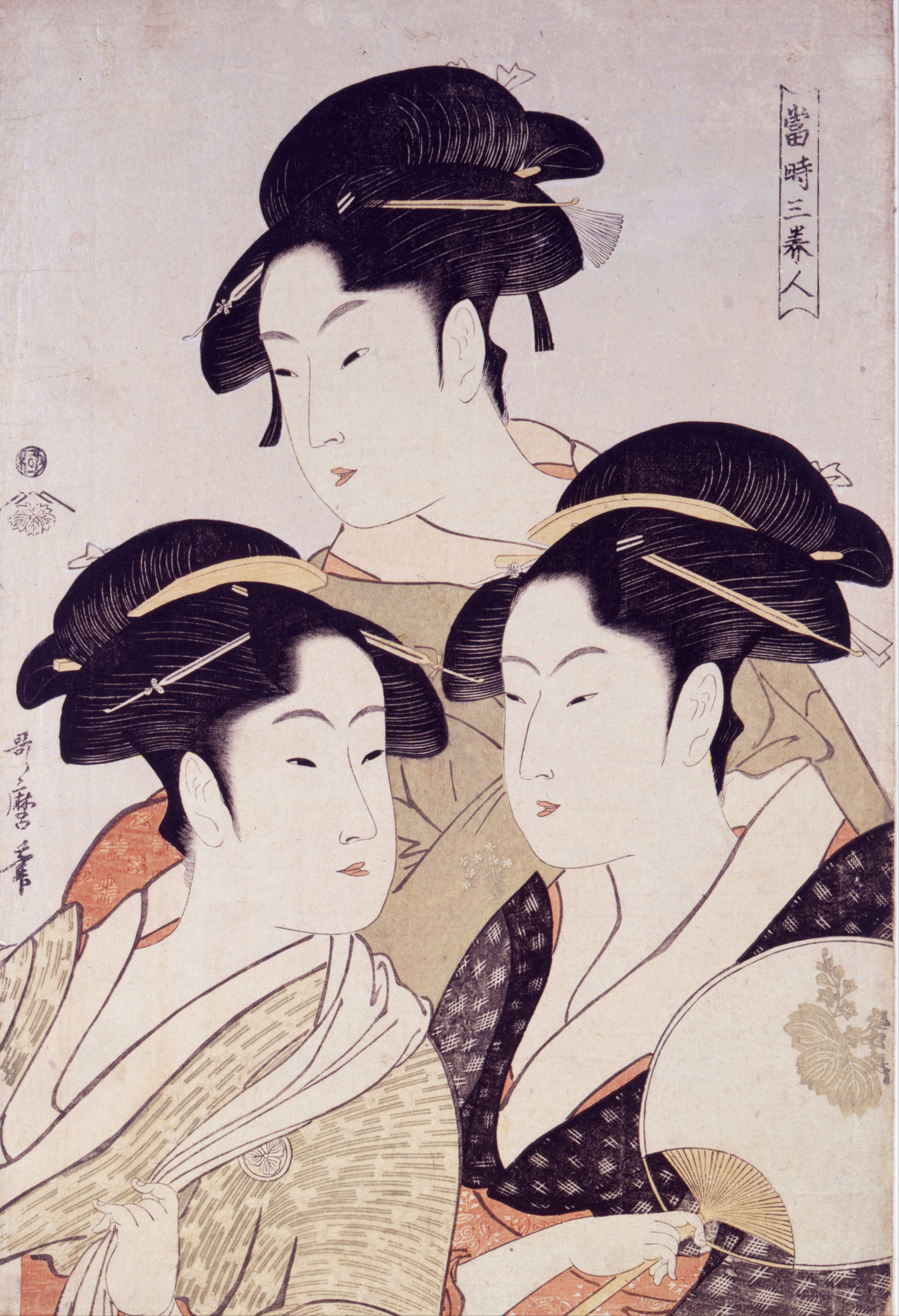
Három ismert szépség

Kitagava Utamaro (喜多川歌麿; Hepburn: Kitagawa Utamaro; 1753 körül – Edo, 1806. október 31.) japán fametsző és festőművész. Az ukijo-e stílusú sokszorosított grafikák mestere, témája a japán nőábrázolás. Művei a 19. század közepén eljutottak Európába, nagy hatást gyakoroltak az impresszionistákra, sőt az őket követő 20-21. századi képzőművészekre is.

## Élete
Eredeti neve Juszuke. Atyja feltehetően egy teaház tulajdonosa volt. Utamaro vagy Kiotóban, vagy Oszakában, vagy egy kisebb vidéki városban, esetleg Edóban (ma Tokió) született, ahol Szekien tanítványa volt és a Kanó-stílust is tanulta. Sunsó és Kijonaga is befolyásolták művészetét. A sóguni kormánynál hivatalt viselt, melyről azonban 1780-ban lemondott, amikor művészetében is függetlenítette magát. Leginkább színes fametszeteket készített. 1797-ig Cutaja Dzsúzaburó nevű kiadójánál lakott.

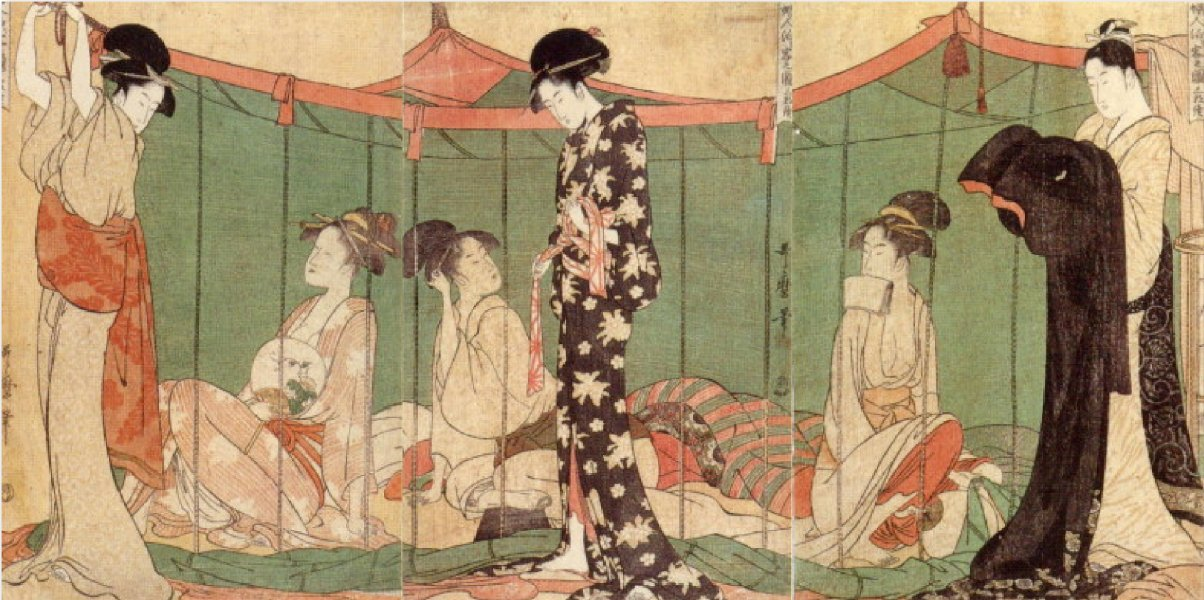
Tojotomi Hidejosi császár és öt ágyasa

1804-ben egy triptichont adott ki, mely Tojotomi Hidejosi császárt és öt ágyasát ábrázolta szatirikus éllel, e miatt börtönbüntetést is kapott. Utamaro kínai stílusban dolgozott. Karamarónak, kínai Marónak is nevezte magát, de sajátosan egyéni ábrázolásokat is készített, a mindennapi valóságot is képre vitte, s abból annyit, amennyit ő érzékeltetni akart éppen úgy mint később Rodin vagy Degas.

## Munkássága

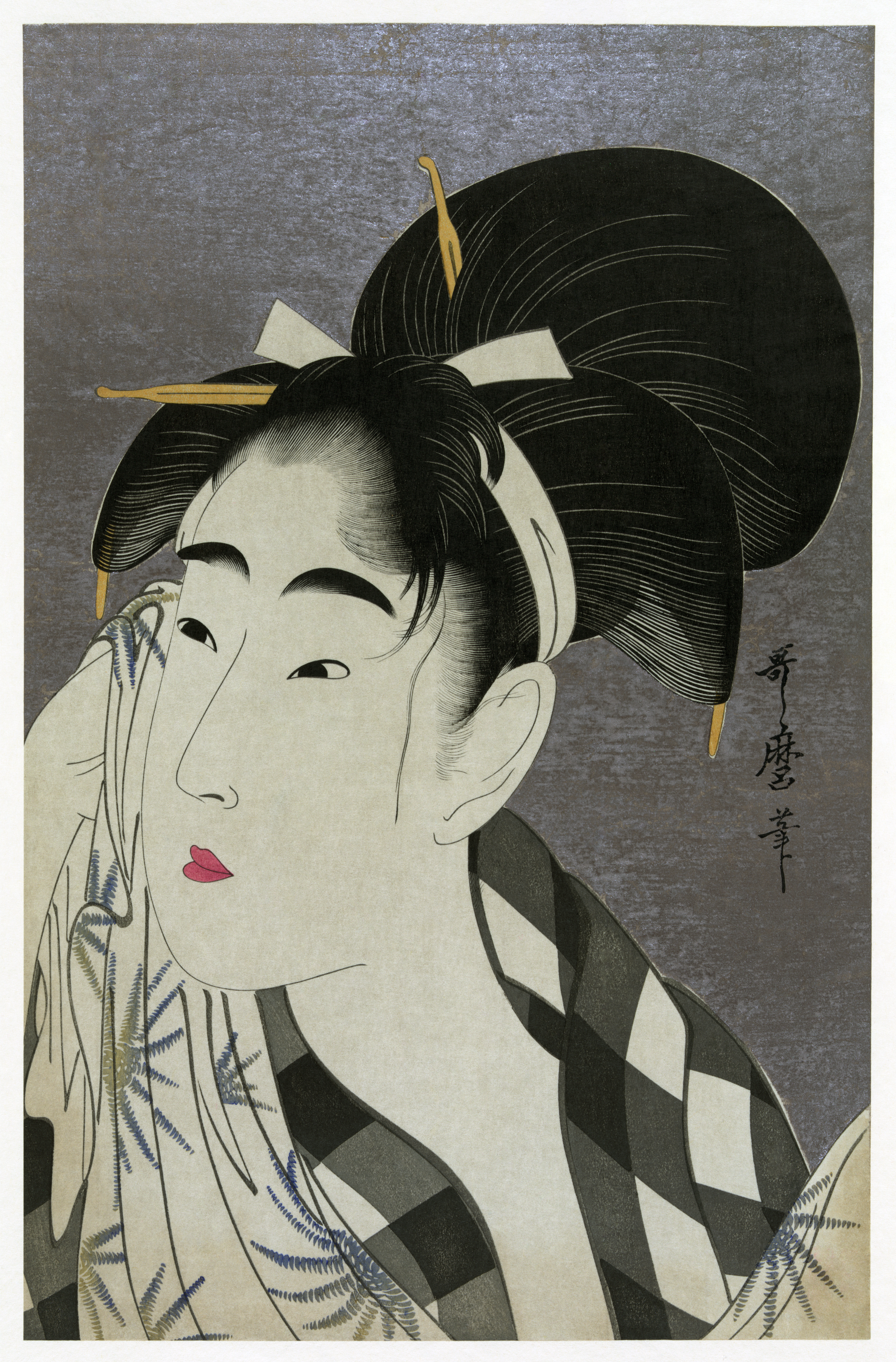
Homloka izzadságát törlő hölgy

Műveit nagy mennyiségben szállították Kínába. Utamaro a japán nő hivatott ábrázolója. Több sorozatot adott ki, melyekben a különböző társadalmi osztályokhoz tartozó női szépségeket ábrázolt. Leghíresebb ezek közül a „Szeiro ehon nendzsú gjódzsi”, mely a Josivarában levő Ógi (legyező) házban egy év eseményeit ábrázolja (1804). Női alakjait rendkívüli finomság és előkelő szépség jellemzi. Hajlékony vonalaik és finom színkompozíciói (különösen az ibolya- és rózsaszínre valamint a zöldre hangoltak) érett stílust mutatnak. Színhatásainak tökéletesítése céljából egyes kompozícióinak hátterét Saraku példájára „miká”-ból készült ezüsttel vonta be (1790).
Női alakokat ábrázoló lapjain kívül híres még a Kagylókönyve (1780) a Rovarok könyve (1788) és Ehon memocsidori című madarakat ábrázoló könyve (1789). 1790 és 1800 közt művészetében különös stílus volt észlelhető, alakjai ekkor túlságosan megnyúltak, majd 20. századi absztrakt művészet előfutára ebben (lásd Modigliani festészete). Alkotói periódusának végén visszatért szépségideáljainak hagyományos ábrázolási módjához.